# Vitruvijev človek
Vitruvijev človek (italijansko: Le proporzioni del corpo umano secondo Vitruvio, kar je prevedeno kot »Razmerja človeškega telesa po Vitruviju«) ali enostavno L'Uomo Vitruviano je risba italijanskega polihistorja Leonarda Da Vincija okrog leta 1490. Spremljajo jo zapisi o delu arhitekta Vitruvija. Risba, ki je narisana s črnilom na papirju, prikazuje moškega v dveh položajih, kjer so roke in noge iztegnjene v vrisana krog in kvadrat. S svojo sintezo umetnosti in znanosti velja za simbol visoke renesanse ter eno najprepoznavnejših del zahodne civilizacije.
Hrani se v Gabinetto dei disegni e stampe v Akademski galeriji v Benetkah v Italiji, pod referenčno številko 228. Kot večina del na papirju, je javnosti predstavljena le občasno, zato ni del običajne razstave muzeja.